# Liste des monuments et sites historiques de la région de Louga
Cet article recense les monuments et sites historiques de la région de Louga au Sénégal.

## Liste
| Monument                                             | Département             | Localité                                 | Coordonnées                  | Notes                                  | Illus.         |  |
| ---------------------------------------------------- | ----------------------- | ---------------------------------------- | ---------------------------- | -------------------------------------- | -------------- |  |
| Ancienne Caserne de l’Artillerie                     | Département de Louga    | Louga                                    |                              | site historique                        | 2006LOUGA01    |  |
| La Poste                                             | Département de Louga    | Louga                                    |                              |                                        | 2006LOUGA02    |  |
| Gare ferroviaire                                     | Département de Louga    | Louga                                    |                              |                                        | 2006LOUGA03    |  |
| Kadd Gui                                             | Département de Louga    |                                          |                              | Site historique, face Gare ferroviaire | 2006LOUGA04    |  |
| Toundou Diéwol                                       | Département de Louga    |                                          |                              | site historique                        | 2006LOUGA05    |  |
| Daara de Coki                                        | Département de Louga    | Cooki                                    |                              |                                        | 2007LOUGA06    |  |
| Tata d’Alboury Ndiaye                                | Département de Linguère | Yang-Yang                                |                              |                                        | 2006LINGUERE01 |  |
| Les Ruines du Poste militaire Faidherbe              | Département de Linguère |                                          |                              |                                        | 2006LINGUERE02 |  |
| La Résidence royale de Yang-Yang                     | Département de Linguère | Yang-Yang                                | 15° 35′ 23″ N, 15° 20′ 27″ O |                                        | 2006LINGUERE03 |  |
| La Stèle représentant la mosquée du Tata             | Département de Linguère | Yang-Yang                                |                              |                                        | 2006LINGUERE04 |  |
| La Stèle représentant le champ de bataille de Guillé | Département de Linguère | Mbeuleukhé                               |                              |                                        | 2006LINGUERE05 |  |
| Mosquée de Mbeuleukhé                                | Département de Linguère | Mbeuleukhé                               |                              |                                        | 2006LINGUERE06 |  |
| Gare ferroviaire                                     | Département de Kébémer  | Ndande                                   |                              |                                        | 2006KEBEMER01  |  |
| Puits de Kalom                                       | Département de Kébémer  | Ndande                                   | 15° 16′ 41″ N, 16° 31′ 24″ O |                                        | 2006KEBEMER02  |  |
| Tombe de Kocc Barma Fall                             | Département de Kébémer  | Ndiongué Fall, Sous Préfecture de Ndande | 15° 14′ 00″ N, 16° 34′ 41″ O |                                        | 2006KEBEMER03  |  |
| Champ de bataille de Dékheulé                        | Département de Kébémer  |                                          | 15° 02′ 40″ N, 16° 11′ 55″ O |                                        | 2006KEBEMER04  |  |
| Champ de bataille de Loro                            | Département de Kébémer  |                                          |                              |                                        | 2006KEBEMER05  |  |
| Quai de Kébémer                                      | Département de Kébémer  |                                          |                              |                                        | 2006KEBEMER06  |  |